# Мазур, Людмила Александровна
Людмила Александровна Мазур (3 ноября 1947 с. Сальница Улановского р-на Винницкой обл. — 13 января 2000) — украинская художница, основательница жанра станковых вырезок, член НСХУ (1990), лауреат республиканской премии им. братьев Тарасевич (1994), супруга народного художника Украины, живописца и монументалиста Николая Мазура, мать лауреата Шевченковской премии, народного художника Украины, скульптора Богдана Мазура и искусствоведа, преподавателя ХНУ Оксаны Мазур.

## Биография
Людмила Мазур уроженка Винницкой области, с раннего детства жила в городе Хмельницком. После окончания восьмилетней школы поступила на живописное отделение Одесского государственного училища им. М. Грекова . Получив специальное образование, вернулась в Хмельницкий (1968) и стала преподавателем детской художественной школы. В работе с детьми использовала образцы украинского народного искусства, в частности вырезки. К 1975 появились традиционные по технике, но оригинальные по образностью художественные произведения («Хрущ», «Лето», «Зимнее солнце», «Дерево»), в которых художница опиралась на особенности народных вырезок Подолья: одноосная зеркальная симметрия с трехъярусным её членением; пространственные вырезки (вырезание силуэтов в листе и изготовление произведения с обеих его частей). Используя эти приемы Людмила Мазур к 1989 году создала первые станковые композиции («Мелодии Подолья — I, II, III», «Посвящение Чернобыля», «Ночь», «Чёрная туча», «Пейзаж»). Период с 1989 по 1994 годы, когда художница одухотворяла предметы и явления, получил название мифо-поэтического. В дальнейшем единственным средством самовыражения остаются асимметричное вырезки, но радикально меняется образность — она перенесена в экзистенциальную плоскость. Художницу интересует человеческое сообщество и отдельный индивид, художник и его место в обществе («Прогулка», «Экспромт», «Изгнание из рая», «Куда идем?», «Моделирование», «Эмиграция», «Натюрморт») . Самая большая коллекция произведений Людмилы Мазур хранится в Хмельницком областном художественном музее . В память о художнице редакцией городской газеты «Проскуров» и коллективом музея в 2000 году основана детская общественная премия им. Людмилы Мазур «Подольская палитра», которая вручается ежегодно ко дню рождения художницы.

## Награды и отличия
- Лауреат областной премии им. Т. Шевченко (1993)
- Лауреат республиканской премии им. Александра и Леонтия Тарасевича (1994).
- Лауреат городской премии им. Б. Хмельницкого (1994).
- Лауреат областной премии им. В. Розвадовского (1999).